# Meat Is Murder
Meat Is Murder je druhé studiové album anglické skupiny The Smiths. Bylo vydáno v únoru roku 1985 společností Rough Trade Records a jeho producenty byli členové kapely The Smiths (zvukovým inženýrem byl Stephen Street). V hitparádě UK Albums Chart se deska umístila na první příčce, v americké Billboard 200 na 110.

## Seznam skladeb
Autory všech skladeb jsou Morrissey a Johnny Marr.
1. „The Headmaster Ritual“ – 4:52
2. „Rusholme Ruffians“ – 4:20
3. „I Want the One I Can't Have“ – 3:14
4. „What She Said“ – 2:42
5. „That Joke Isn't Funny Anymore“ – 4:59
6. „Nowhere Fast“ – 2:37
7. „Well I Wonder“ – 4:00
8. „Barbarism Begins at Home“ – 6:57
9. „Meat Is Murder“ – 6:06

## Obsazení
- Morrissey – zpěv
- Johnny Marr – kytara, klavír
- Andy Rourke – baskytara
- Mike Joyce – bicí